# أليوت فيليز
أليوت فيليز (بالإنجليزية: Elliot Vélez)‏ (24 أبريل 1988 في الولايات المتحدة - ) هو لاعب كرة قدم أمريكي في مركز الدفاع. شارك مع منتخب بورتوريكو لكرة القدم. أما مع النوادي، فقد لعب مع Bayamón Fútbol Club ‏ وSevilla FC Puerto Rico ‏.

## وصلات خارجية
- أليوت فيليز على موقع قاعدة بيانات كرة القدم.إي يو (الإنجليزية)
- أليوت فيليز على موقع ناشيونال فوتبول تيمز (الإنجليزية)